# Ur
Para el lugar bíblico, véase Ur Kaśdim. Para otras acepciones, véase Ur (desambiguación).

Situación de las ciudades de la antigua Mesopotamia. En la zona más meridional, junto a Eridu, está Ur.

Ur fue una antigua ciudad del sur de Mesopotamia. Originalmente, estaba localizada cerca de Eridu y de la desembocadura del río Éufrates en el golfo Pérsico. Hoy en día, sus ruinas se encuentran a 24 km al suroeste de Nasiriya, en el actual Irak.
En julio de 2016, la Unesco eligió el sitio arqueológico de Ur como Patrimonio Mixto de la Humanidad, como «parte de los vestigios arqueológicos de asentamientos sumerios en la Baja Mesopotamia, que florecieron entre el tercer y cuarto milenio a. C. en el delta pantanoso formado por los ríos Éufrates y Tigris».

## Trabajos arqueológicos

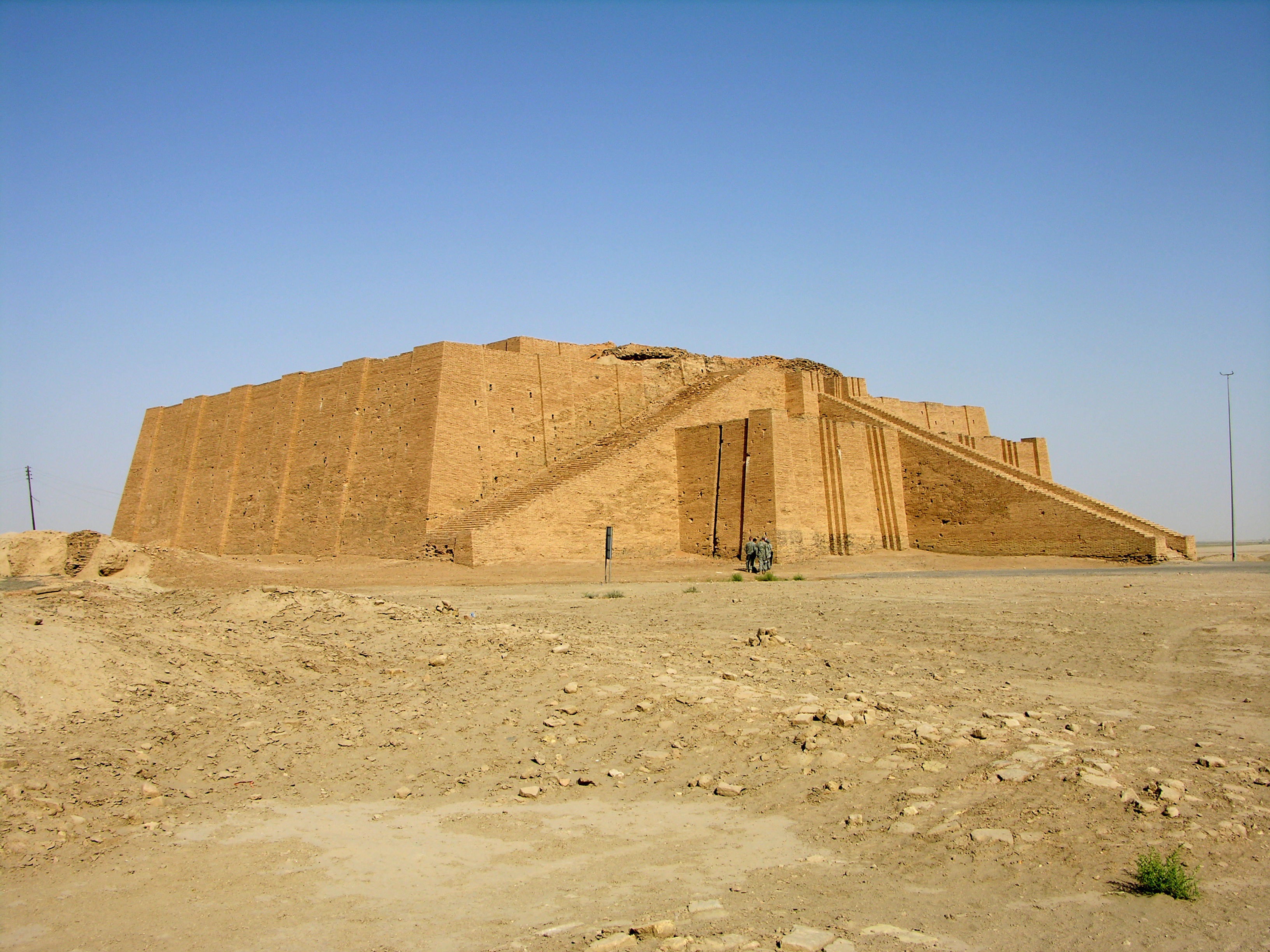
Zigurat de Ur

Los restos de Ur forman una colina de ruinas de 12 m de altura en mitad del desierto de Irak, a unos 24 km al suroeste de Nasiriya y (actualmente) a unos 200 km del golfo Pérsico (cuando fue fundada estaba a orillas del golfo). Los habitantes locales llamaban a estas ruinas Tell al-Muqayyar (‘montículo de brea’).
La primera investigación en la zona fue llevada a cabo por el cónsul británico en Basora J. E. Taylor en 1854 por sugerencia del Museo Británico. Ya entonces se encontraron tablillas que indicaban que los restos pertenecían a la Ur bíblica; sin embargo, esto no fue suficiente para que se realizasen investigaciones de importancia y poco después se abandonó el lugar, produciéndose saqueos. Miles de tablillas cuneiformes terminaron en los mercados de Bagdad y, desde allí, en colecciones privadas.
Tras la Primera Guerra Mundial (1914-1918), Irak pasó a formar parte del Imperio británico. Esta situación fue aprovechada por el Museo Británico, que consiguió establecer excavaciones en Ur, Eridu y El Obeid entre 1918 y 1919. En 1920, arqueólogos de la Universidad de Pensilvania al mando de Leonard Woolley tomaron el relevo de los ingleses. En las excavaciones, que duraron hasta 1934, se encontraron numerosos objetos de valor, entre los que destacó el contenido de las llamadas Tumbas Reales.
En la década de 1970, el gobierno de Saddam Hussein emprendió la restauración del zigurat de Ur-Nammu, que se convirtió en uno de los monumentos más importantes de Irak.

## Historia
Los primeros restos de Ur pertenecen al período de El Obeid (V milenio a. C.), en el cual se produjeron los primeros asentamientos urbanos en la zona. Ur es, por tanto, una de las ciudades más antiguas de Sumeria. Según la Biblia, donde  es llamada Ur de los caldeos o Ur Kaśdim, fue la ciudad cuna del profeta y patriarca hebreo Abraham, si bien investigadores como George Bush (1796‒1859), Cyrus Gordon (1908–2001) o Gary A. Rendsburg de la Universidad Rutgers no comparten esta opinión y sitúan Ur Kaśdim en el pueblo de Urfa, cerca de Harrán.
Durante el IV milenio a. C. (período de Uruk) la gran cantidad de cerámica encontrada parece indicar que Ur pudo haber sido un centro importante de producción. Esta situación se prolongó hasta el período Yemdet-Nasr, hacia el 3000 a. C. En algún momento del milenio siguiente se produjo una inundación de carácter local que dejó una importante capa de lodo en los estratos.

### Período Dinástico Arcaico

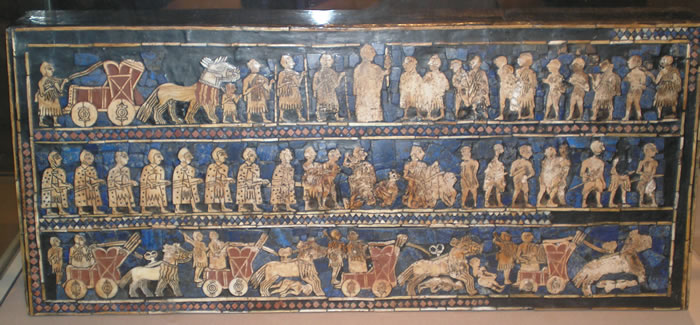
El Estandarte de Ur fue hallado en una tumba perteneciente a los siglos XXVII-XXV, en el período Dinástico Arcaico. Representa diversas escenas de la vida cotidiana y de guerra.

La información de las capas pertenecientes al período Dinástico Arcaico es reducida, ya que unos 500 años después se derribó gran parte de las antiguas estructuras para construir otras más monumentales. Sin embargo, la historia de la ciudad puede ser reconstruida sobre la base de inscripciones en otras ciudades.
En algunos textos de Lagash, ciertos monarcas de esa ciudad se atribuyen haber conquistado Ur, si bien no indican los nombres de los reyes derrotados. Tampoco en la lista Real Sumeria se menciona a esos conquistadores, sino que hace referencia a una cesión de la realeza desde Uruk, al monarca de Ur, Mesannepada. En los sellos de este rey se encuentra que se titulaba rey de Kish, título que podría hacer referencia no tanto a la ciudad acadia como a todo el territorio de la Mesopotamia central, lo cual podría estar apoyado por el uso que, posteriormente, Sargón de Acad dio a este título. Esto indicaría una posible hegemonía de Ur en la zona a mediados del Dinástico Arcaico, lo cual estaría respaldado por algunos restos que muestran el incendio de la ciudad de Shuruppak y la destrucción del palacio de Kish.
Se conocen algunos datos de la familia de Mesanepada. Así, una tablilla de fundación encontrada en un templo cerca de tell Obeid menciona a un tal Aanepada, hijo de Mesannepada. El hijo de Aanepada se llamaba Meskiaga-nuna y fue él quien sucedió a su abuelo en el trono. De este rey se conoce su existencia por una tablilla que le dedicó su esposa a su muerte. La lista real sumeria menciona a estos dos reyes y a dos más, en la que denomina dinastía I de Ur. De estos dos últimos reyes destaca que sus nombres no son sumerios sino acadios.
Los nombres de los monarcas de la dinastía II de Ur aparecen muy deteriorados en la lista Real; sin embargo, se conocen bien los acontecimientos de este período, marcado por la rivalidad entre las distintas ciudades. Hacia el siglo XXIV a. C. el rey de Umma Lugalzagesi conquista las ciudades del sur de Mesopotamia, incluida Ur, formando una hegemonía local y declarándose rey de Kish, al igual que habían hecho los monarcas de la dinastía I de Ur.

### Imperio acadio
El dominio de Lugalzagesi no duró mucho ya que hacia el 2335 a. C. Sargón I de Acad fundó Agadé y comenzó sus conquistas, venciendo primero a Lugalzagesi y después a todas las ciudades sumerias, incluida Ur, de la que derribó sus murallas. Tras esto Ur y las demás ciudades sumerias quedaron incorporadas al Imperio acadio. Tras la muerte de Sargón todas ellas se sublevaron, siendo reprimidas por su sucesor.
Durante el reinado del nieto de Sargón, Naram-Sin, la ciudad seguía formando parte del Imperio acadio, si bien se produjeron rebeliones. A esta época pertenece un texto escrito por Enheduanna, una sacerdotisa en y escriba en el templo de Nannar en Ur. La historia narra en primera persona el sufrimiento de la sacerdotisa que ha sido expulsada de Ur por el lugal local, Lugal-ane. La historicidad de los personajes parece estar demostrada; en el caso de Lugal-ane, por inscripciones en las que Naram-Sin le nombra como uno de los cabecillas de las revueltas de las ciudades del sur y, en el caso de Enheduanna, por un relieve en la que se le dibuja sentada junto al dios Nannar.
Los motivos de la expulsión de Enheduanna no están claros; el texto la menciona como hija de Sargón, lo cual podría indicar una filiación simbólica más que una relación familiar. De hecho, según su sello, fue nombrada sacerdotisa por el conquistador acadio. Así, es posible que esta designación hubiese incomodado al lugar de Ur, siendo este el motivo de la expulsión.
La historia se interpreta como un conflicto entre el dios Nannar, que representa a Ur, e Innana, que representa a Agadé y al poder imperial; el árbitro del conflicto es el dios del cielo An de Uruk. Según la historia, Han falla en favor de Inanna y Enheduanna recupera su posición. No se conoce cuál fue la historia real que inspiró esta alegoría, si bien se sabe que las revueltas de Ur y las demás ciudades fueron sofocadas por Naram-Sin.
A finales del siglo, durante el reinado de Sharkalisharri, hijo de Naram-Sin, el imperio se vio superado por las numerosas revueltas y los ataques de los pueblos vecinos. Así consiguió su independencia Ur.

### La dinastía III de Ur

Extensión del imperio durante la Tercera Dinastía de Ur

Pocos años después de la caída del imperio, el norte fue invadido por los nómadas gutis, si bien parece que no llegaron a afectar al área del sur, donde se encontraba Ur. En esta etapa destacó la ciudad de Lagash que según parece mantuvo algún tipo de dominio sobre Ur.
Hacia el siglo XXII a. C., Utu-hegal de Uruk expulsó a los gutis del norte consiguiendo la hegemonía en Sumeria. A su muerte fue su hermano Ur-Nammu, que posiblemente gobernaba hasta entonces en Ur, quien le sucedió en su imperio. En todo caso, el nuevo rey escogió a Ur como capital de su reino, fundando la que se ha llamado dinastía III de Ur o Ur III, que durante casi un siglo mantuvo la hegemonía sobre un territorio que abarcaba la totalidad de la cuenca mesopotámica y Elam.
En esta situación la ciudad de Ur quedó convertida en una gran capital, llegando a alcanzar los 200 000 habitantes. Es en este período cuando se destruyeron los anteriores edificios y se levantaron los que se pueden contemplar aún actualmente. Entre estas construcciones destaca el enorme zigurat de Ur, construido durante los reinados de Ur-Nammu (2113-2094 a. C.) y su sucesor Shulgi (2094-2047 a. C.) y que aún se mantiene en pie, tras su restauración parcial en los años 1970. No se conoce la altura que llegó a alcanzar ya que, si bien las ruinas actuales miden 15 metros, a lo largo de 4000 años la edificación ha debido sufrir una gran erosión. También en esta etapa se construyó el Gipar, un templo consagrado a Ningal. La tercera dinastía de Ur se caracterizó también por desarrollar un sistema de impuestos que, si bien resultaba eficaz, suponía una carga muy pesada para las clases populares.
La caída de la hegemonía de Ur estuvo marcada por la llegada de oleadas de nómadas procedentes de las regiones desérticas occidentales: los amorreos. Los recién llegados se fueron estableciendo en el curso medio del Éufrates, en la zona de Babilonia, consiguiendo cada vez más influencia. Tras la pérdida de las regiones periféricas del imperio, Shu-Sin (2037-2027 a. C.) dirigió la construcción de una muralla de 270 km con el objetivo de frenar a los nómadas. Su sucesor Ibbi-Sin (2026-2004 a. C.) tuvo que enfrentar además los intentos de independencia de las demás ciudades. En esta situación, un antiguo gobernante de Mari e influyente funcionario llamado Ishbi-Erra se asoció a los distintos enemigos de Ur dándole el golpe final y causando la disolución del imperio. Tras esto, Ishbi-Erra fundó una dinastía en Isin.
Hacia finales del siglo XXI a. C. los elamitas, dirigidos por el rey de Simash y que hasta entonces habían estado sometidos a Ur, ocuparon la ciudad, que fue arrasada. Los templos fueron saqueados y las viviendas destruidas; su monarca Ibbi-Sin fue hecho prisionero y llevado a Elam, y los campos fueron incendiados. Tras el saqueo la ciudad cayó bajo la influencia de Ishbi-Erra.
En este contexto se desarrollan las llamadas Lamentaciones de Ur, un texto sumerio en el cual se atribuye la caída de Ur a la pérdida del favor de los dioses, tras lo cual se narran una serie de proyectos y deseos para que la ciudad recupere su estado anterior. Las lamentaciones se han interpretado como un texto de carácter político donde, tras la caída en desgracia de la ciudad, Ishbi-Erra, el nuevo gobernante, procederá a su reconstrucción con el beneplácito de los dioses.

### Después de la dinastía III
En los años siguientes el dominio de Ur y del resto de la región se alternó entre Isin y Larsa. Tras las conquistas de Hammurabi, durante el Imperio paleobabilónico (siglos XVIII y XVII a. C.), la ciudad jugó un papel muy importante como centro de culto. Mil años después, Nabucodonosor II llevó a cabo una ambiciosa reconstrucción de los templos de Ur, que aún era un importante centro urbano. El declive de la ciudad solo se produjo tras el final de los reinos mesopotámicos, con la conquista de la región por parte del Imperio persa.

## Arquitectura

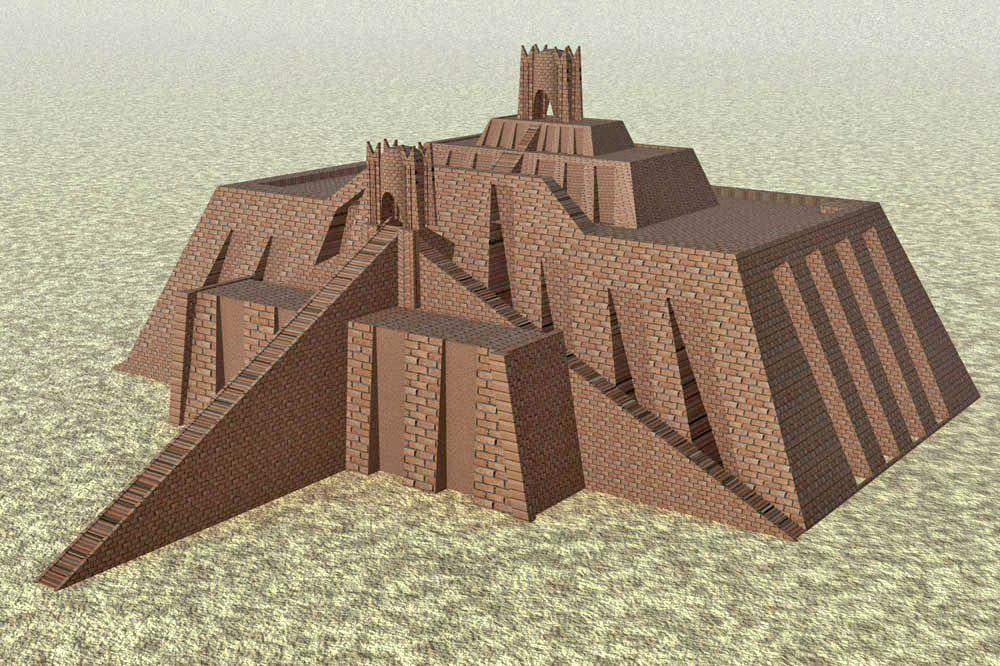
Reconstrucción por computadora del zigurat de Ur-Nammu

Debido a su tamaño, el montículo formado por las ruinas de Ur destacó durante siglos después de su abandono. Entre las edificaciones de las que quedan restos destacan el Gipar y el zigurat, construidos durante los primeros reinados de la dinastía III. No se conservan los templos del Imperio acadio, ya que fueron destruidos al construir los templos posteriores. Del período Dinástico Arcaico solo se conservan algunos restos en los que se aprecia una edificación a base de ladrillos plano convexos.
Los dos edificios religiosos que se conservan estaban situados en un segmento de la ciudad rodeado por una muralla de 8 metros, cuya pared exterior estaba inclinada 45°. La sección noroeste de este recinto sagrado estaba dedicada al dios Nannar.
El zigurat de Ur-Nammu, cuyo nombre en sumerio era é-temen-ní-gùr-ru (casa de cimientos revestidos de terror) fue construido durante la primera mitad del siglo XXI a. C. y estaba rodeado por su propia muralla. La estructura aún se conserva y fue parcialmente reparada a finales de los años 1970. Tiene planta rectangular de 61×45,7 metros y 15 metros de altura, si bien es probable que en su época tuviese bastante más metros de altura, perdidos debido a la erosión. El interior del zigurat no es hueco, sino que está completamente formado por ladrillos de barro. Las paredes exteriores están recubiertas por una capa de 2,4 metros de grosor de ladrillo cocido y betún y cada una de ellas está orientada a un punto cardinal. Es posible que en la cima albergase un templo. El acceso a las plantas superiores se realizaba a través de tres escaleras exteriores.
El Gippar era un recinto sagrado consagrado a Ningal situado en el sureste del recinto. Si bien fue remodelado por completo durante la dinastía III de Ur, es muy posible que su construcción se remontase al período Dinástico Arcaico. El interior del edificio estaba dividido en dos partes por un pasillo y contenía numerosas habitaciones que se situaban alrededor de patios. El Gippar funcionaba como residencia de la sacerdotisa en y su séquito. Además la diosa Ningal tenía varias habitaciones reservadas a su culto.
En cuanto a la arquitectura residencial, la vivienda del Ur del II milenio a. C. estaba organizada en torno a un espacio central y generalmente tenía dos plantas. El espacio central ha sido interpretado en ocasiones como un patio, si bien es probable que se encontrase cubierto. En la ciudad se ha encontrado otro tipo de edificaciones de peor calidad, formadas simplemente como un agrupamiento en línea de unas pocas habitaciones. Se ha especulado sobre la posibilidad de que se tratase de comercios o talleres, si bien también es posible que fuese un tipo más humilde de vivienda.

## Las tumbas reales de Ur
Uno de los hallazgos más sorprendentes de la misión de Leonard Wooley en Ur fue una serie de 16 sepulturas a las que se denominó las Tumbas Reales de Ur. Pertenecían al período Dinástico Arcaico y estaban constituidas por paredes de ladrillo o piedra coronadas por una bóveda. Se encontraban en un cementerio mayor, destinado a todo tipo de personas y que contenía más de 2500 tumbas. Cada una de las tumbas reales contenía un cuerpo principal y un cierto número de acompañantes, así como numerosas riquezas. Entre todas las riquezas encontradas destacan copas de oro, puñales también realizados en oro y arpas talladas en forma de animales en posturas imposibles coronados en muchos casos con cabezas de oro, todos estos objetos reflejan un gran trabajo de orfebrería

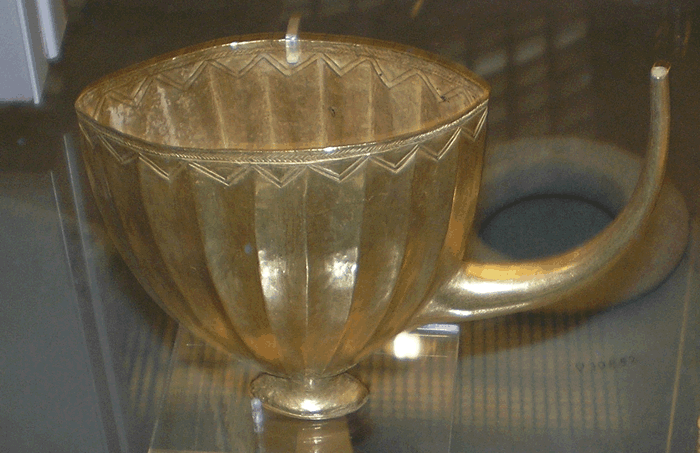
Copa de oro encontrada en la tumba de la reina Puabi, actualmente en el Museo Británico. 2600-2400 a. C., período Dinástico Arcaico.

Entre todas las sepulturas destaca la de una reina identificada gracias a su sello cilíndrico como Puabi. En su interior, además de la reina, se encontraban los cuerpos de cinco hombres armados y diez mujeres acompañadas por la magnífica Arpa de Ur rematada por la cabeza de un toro en oro. La cámara contenía incluso un carro y los esqueletos de dos bueyes. El cuerpo de la reina estaba envuelto en joyas y mantos con incrustaciones. Sobre la cabeza llevaba un tocado a base de hojas y una peineta rematada por estrellas de cinco puntas. Cerca de su mano tenía una copa de oro. Debajo de un baúl había un pasadizo que comunicaba con otra cámara funeraria, en la que se encontraba el rey A-kalam-dug de Ur, cuya tumba había sido parcialmente saqueada.
Otra de las tumbas reales pertenecía al lugal Meskalamdug. En otra de las fosas, cuyo dueño no se conoce, se encontraron 74 cuerpos, la mayoría de mujeres, lujosamente ataviados. Es en esta última tumba donde se encontró el Estandarte de Ur, una de las piezas más célebres de las halladas en la ciudad. El estandarte está dividido en distintas franjas que contienen escenas cotidianas y de guerra, entre las que destaca la representación de carros de guerra.
Se ha interpretado de diferentes formas el hecho de que las tumbas reales contuviesen cuerpos de sirvientes; para algunos autores se trataría de enterramientos rituales, en los que el monarca era acompañado por estos hacia el más allá. Sin embargo esto no ha sido demostrado y también se han barajado otras opciones, como que la tumba real fuese escogida por las élites como lugar ilustre de enterramiento, siendo sus cuerpos desplazados allí una vez construida.